# Awanafil
Awanafil – organiczny związek chemiczny będący wysoce selektywnym, silnym i odwracalnym inhibitorem fosfodiesterazy typu 5 (PDE5), swoistej dla cyklicznego guanozynomonofosforanu (cGMP). W badaniach in vitro wykazano, że awanafil jest silnie wybiórczy w odniesieniu do PDE5, bardziej niż w odniesieniu do innych znanych fosfodiesteraz (>100-krotnie niż w przypadku PDE6; >1000-krotnie niż w przypadku PDE4, PDE8 i PDE10; >5000-krotnie niż w przypadku PDE2 i PDE7; >10 000-krotnie niż w przypadku PDE1, PDE3, PDE9, i PDE11). Substancja wykorzystywana jest w leczeniu zaburzeń erekcji (ang. erectile dysfunction – ED) u mężczyzn. Awanafil występuje w postaci białego, krystalicznego proszku.

## Farmakokinetyka i farmakodynamika
Awanafil wchłania się szybko, osiągając stężenie maksymalne po 30-45 min od doustnej aplikacji na czczo. U niektórych mężczyzn uczestniczących w badaniach klinicznych lek powodował erekcję uznaną za wystarczającą do penetracji (60% sztywności w oznaczeniu RigiScan) nawet po 15–20 min od jego przyjęcia w dawce 200 mg. W przypadku stosowania preparatu z posiłkiem wysokotłuszczowym, jego szybkość wchłaniania jest zmniejszona i występuje opóźnienie wartości Tmax średnio o 1,25 h oraz zmniejszenie wartości Cmax średnio o 39% (200 mg). Okres półtrwania substancji wynosi ok. 3 h, a działanie utrzymuje się do 6 h. Awanafil wiąże się w 99% z białkami osocza (nie stwierdzono jego kumulacji w osoczu). Jego metabolizm przebiega głównie z udziałem izoenzymów mikrosomalnych wątroby: głównie CYP3A4 i — w mniejszym stopniu — CYP2C9. Ostatecznie lek wydalany jest w postaci metabolitów, głównie z kałem (63%), w mniejszym stopniu z moczem (21%). Końcowy okres półtrwania awanafilu wynosi około 6–17 h.

## Mechanizm działania
Awanafil blokuje funkcjonowanie fosfodiesterazy (PDE5), enzymu, który w normalnych warunkach rozkłada cykliczny monofosforan guanozyny (cGMP). Podczas prawidłowej stymulacji seksualnej cGMP jest produkowany w penisie, gdzie wywołuje rozluźnienie mięśni tkanki gąbczastej. Gdy stymulacja seksualna powoduje miejscowe uwalnianie tlenku azotu (NO), hamowane PDE5 przez awanafil zmniejsza nasilenie hydrolizy cGMP, powodując zwiększenie jego stężenia wewnątrzkomórkowego w ciałach jamistych prącia. Skutkuje to rozkurczem mięśni gładkich i napływem krwi do tkanki członka, co umożliwia powstanie wzwodu i odbycie pełnego stosunku seksualnego. Tym samym lek poprzez blokowanie rozkładu cGMP, zwiększa wpływ tej substancji na wywoływanie wzwodu. Jednak do wystąpienia erekcji konieczna jest stymulacja seksualna.

## Wskazania do stosowania
Awanafil stosowany jest u dorosłych mężczyzn, u których wystąpiły zaburzenia erekcji (zwane też niemocą płciową lub impotencją). Dolegliwości te polegają na trudnościach bądź niemożności osiągnięcia i/lub utrzymania wzwodu umożliwiającego odbycie pełnego stosunku seksualnego.

## Przeciwwskazania
Przeciwwskazaniami do terapii bazującej na awanafilu są:
- nadwrażliwość na substancję czynną lub którąkolwiek substancję pomocniczą leku;
- przyjmowanie organicznego azotanu lub donorów tlenku azotu (np. azotyn amylu);
- przebycie w ciągu ostatnich 6 miesięcy zawału serca, udaru mózgu lub zagrażających życiu zaburzeń rytmu serca;
- stwierdzone niedośnienie w spoczynku (ciśnienie tętnicze krwi 90 mmHg/50 mmHg) lub nadciśnienie tętnicze (ciśnienie krwi >170 mmHg/100 mmHg);
- niestabilna dławica piersiowa;
- dławica występująca podczas aktywności seksualnej;
- zastoinowa niewydolność serca (niewydolność klasy 2 lub wyższej według NYHA);
- ciężkie zaburzenia czynności wątroby (klasa C w skali Childa i Pugha);
- ciężkie zaburzenia czynności nerek (klirens kreatyniny < 30 ml/min);
- utrata wzroku w jednym oku w wyniku niezwiązanej z zapaleniem tętnic przedniej niedokrwiennej neuropatii nerwu wzrokowego (NAION), niezależnie od występowania związku tego zdarzenia z wcześniejszą ekspozycją na inhibitor fosfodiesterazy typu 5 (PDE5);
- zdiagnozowane wrodzone choroby zwyrodnieniowe siatkówki oka;
- stosowanie silnych inhibitorów CYP3A4 (ketokonazol, rytonawir, atazanawir, klarytromycyna, indynawir, itrakonazol, nefazodon, nelfinawir, sakwinawir, telitromycyna).

## Specjalne ostrzeżenia i środki ostrożności
Awanafil jest substancją przeznaczoną do stosowania u dorosłych mężczyzn z zaburzeniami erekcji (leku nie stosuje się u kobiet i dzieci). Przy rozważaniu włączenia leczenia w oparciu o tę substancję lekarz winien wziąć pod uwagę stan układu krążenia pacjenta. Awanafil ma bowiem właściwości rozszerzające naczynia krwionośne (co może pociągać za sobą łagodne i przejściowe obniżenie ciśnienia krwi), a pacjenci z zaburzeniami drogi odpływu z lewej komory serca (powodowane np. zwężeniem aorty) mogą być wrażliwi na działanie tego typu substancji. Lek należy też ostrożnie stosować u mężczyzn z anatomicznym zniekształceniem prącia (takich jak: zagięcia prącia, zwłóknienie ciał jamistych lub choroba Peyroniego). Specjalne środki ostrożności przy terapii awanafilem obejmują również priapizm (erekcje trwające 4 h lub dłużej) jako reakcję na leczenie oraz choroby predysponujące do wystąpienia tego schorzenia (niedokrwistość sierpowato-krwinkowa, szpiczak mnogi, białaczka). Priapizm wymaga natychmiastowej interwencji lekarskiej w celu uniknięcia uszkodzenia tkanek prącia i utraty potencji. Pacjentów należy też pouczyć, że w przypadkach wystąpienia nagłych zaburzeń widzenia z NAION włącznie, należy przerwać przyjmowanie preparatu i udać się do specjalisty. Lekarz powinien także poinformować pacjenta, że spożywanie alkoholu w skojarzeniu z awanafilem może zwiększyć prawdopodobieństwo wystąpienia objawowego niedociśnienia tętniczego, zawrotów głowy lub omdleń. Z kolei u mężczyzn z zaburzeniami krzepnięcia i czynną chorobą wrzodową podanie leku należy poprzedzić wnikliwą ocenią stosunku korzyści do ryzyka.

## Działania niepożądane
Wysoka selektywność leku wpływa na obniżenie ryzyka wystąpienia działań niepożądanych oraz podnosi poziom bezpieczeństwa leczenia za jego pomocą. Terapię awanafilem należy jednak przerwać i natychmiast zgłosić się do gabinetu lekarskiego w przypadku wystąpienia:
- nieustępującej erekcji (priapizmu);
- niewyraźnego widzenia;
- nagłego pogorszenia lub utraty wzroku w jednym lub w obu oczach;
- nagłego pogorszenia lub utrata słuchu (bywa, że towarzyszą temu zawroty głowy i dzwonienie w uszach).

W badaniach z udziałem 2144 osób, które otrzymywały awanafil w fazie klinicznej badań rozwojowych, najczęstszymi, zgłaszanymi działaniami niepożądanymi były:
- ból głowy;
- zaczerwienienie twarzy;
- niedrożność nosa i zatok;
- ból pleców.

## Interakcje
Szybkie usuwanie leku z organizmu obniża ryzyko wejścia awanafilu w interakcje lekowe czy pozalekowe. Należy jednak mieć na uwadze kilka możliwych oddziaływań awanafilu na inne substancje i odwrotnie:
- Azotany: u zdrowych osób awanafil nasila hipotensyjne działanie azotanów, co wynika z równoczesnego oddziaływania obu substancji na szlak tlenku azotu/cGMP. Stąd jednoczesne podawanie awanafilu i organicznego azotanu lub donoru tlenku azotu (np. azotynu amylu) jest przeciwwskazane. W przypadku pacjentów, którzy w ciągu ostatnich 12 godzin przyjmowali awanafil, w sytuacji gdy podanie azotanu w stanie zagrażającym życiu będzie uznane za konieczne, jest większe prawdopodobieństwo znamiennego i potencjalnie groźnego spadku ciśnienia krwi. W takich okolicznościach azotany należy podawać wyłącznie w warunkach ścisłego nadzoru medycznego, z odpowiednim monitorowaniem stanu hemodynamicznego pacjenta.

- Produkty lecznicze obniżające ciśnienie krwi: ponieważ awanafil powodując rozszerzenie naczyń krwionośnych, może obniżać ciśnienie krwi, jednoczesne przyjmowanie go z preparatami obniżającymi ciśnienie tętnicze krwi może prowadzić do wystąpienia zawrotów głowy, zamroczeń, omdleń, stanów przedomdleniowych (objawowe obniżenie ciśnienia krwi).

- Leki blokujące receptory α-adrenergiczne (jak doksazosyna czy tamsulozyna): jednoczesne przyjmowanie ich z awanafilem może skutkować potencjalnie istotnymi klinicznie spadkami ciśnienia krwi.

- Leki przeciwnadciśnieniowe (np. amlodypina i enalapryl): awanafil w połączeniu z lekami przeciwnadciśnieniowymi może nasilać ich działanie obniżające ciśnienie tętnicze krwi. Nie wykazano wystąpienia objawów niedociśnienia przy tej interakcji lekowej. Awanafil nie wpływał też na farmakokinetykę amlodypiny. Jednak amlodypina zwiększała maksymalną i całkowitą ekspozycję na awanafil odpowiednio o 28% i 60%.

- Alkohol: awanafil w skojarzeniu z alkoholem może zwiększyć prawdopodobieństwo wystąpienia objawowego niedociśnienia tętniczego.

- Produkty lecznicze hamujące CYP3A4: ponieważ awanafil jest substratem CYP3A4, metabolizowanym głównie przez ten cytochrom, produkty lecznicze hamujące CYP3A4 mogą zwiększać ekspozycję na awanafil. Stąd stosowanie awanafilu jednocześnie z silnie działającymi inhibitorami CYP3A4 (jak ketokonazol, rytonawir, atazanawir, klarytromycyna, indynawir, itrakonazol, nefazodon, nelfinawir, sakwinawir, telitromycyna) jest przeciwwskazane, zaś u pacjentów przyjmujących inhibitory CYP3A4 o umiarkowanym działaniu (np. erytromycynę, amprenawir, aprepitant, diltiazem, flukonazol, fosamprenawir i werapamil) maksymalna zalecana dawka awanafilu nie powinna przekraczać 100 mg, a odstęp czasowy pomiędzy kolejnymi dawkami preparatu – 48 h.

Substancje indukujące cytochrom P450 – nie zaleca się ich jednoczesnego stosowania z awanafilem ze względu na potencjalne zmniejszenie skuteczności tego leku.

## Dawkowanie i sposób podawania
Zalecana dawka leku to 100 mg przyjmowane w razie potrzeby na około 30 min przed stosunkiem. W zależności od indywidualnej skuteczności i tolerancji, dawkę awanafilu można zwiększyć do maksymalnej – 200 mg lub zmniejszyć do 50 mg. Częstotliwość dawkowania nie powinna przekraczać aplikacji jeden raz na dobę. Ostateczna skuteczność leczenia jest zależna od stymulacji seksualnej.
Nie jest konieczne dostosowywanie indywidualnej dawki dla pacjentów w podeszłym wieku (65+), z cukrzycą bądź z łagodnymi i umiarkowanymi zaburzeniami czynności nerek (klirens kreatyniny ≥ 30 ml/min). U pacjentów z łagodnymi lub umiarkowanymi zaburzeniami czynności wątroby (klasa A lub B w skali Childa i Pugha) leczenie należy rozpocząć od podania najmniejszej skutecznej dawki, a następnie dostosować dawkowanie w zależności od tolerancji produktu leczniczego.

## Preparaty dostępne w Polsce
- Spedra, tabletki powlekane – Berlin Chemie / Menarini